# Egon Erwin Kisch
Egon Erwin Kisch (Praga, 29 de abril de 1885 - Ibíd., 31 de marzo de 1948) fue un periodista y reportero austríaco, más tarde checoslovaco, que escribía en alemán. Participó en la guerra civil española, dirigiendo durante algún tiempo un batallón de las Brigadas Internacionales.

## Biografía
Kisch era hijo de un vendedor de telas judío asquenazí y pasó su infancia y años escolares en Praga. Estudió en la Universidad Alemana Karl de Praga (Deutsche Karls Universität Prag) y se hizo miembro de la Studentenverbindung Sajonia de Praga, una confraternidad estudiantil de esgrima que aceptaba a judíos. En 1905 estudió en la Escuela de Periodistas (Journalisten Schule) en Berlín. En 1906 trabajó por primera vez como reportero local del diario liberal alemán Bohemia de Praga. En 1914 participó en la Primera Guerra Mundial en las tropas en Serbia. En 1917, como reportero de guerra en Viena. Fue miembro cofundador de la Federación Revolucionaria Socialista Internacional ("Föderation Revolutionärer Sozialisten Internationale") de corte izquierdista liberal. Dirigió el suplemento "Die Rote Garde" ("la guardia roja") y el semanario Der freie Arbeiter ("el trabajador libre"). En 1919 ingresó en el Partido Comunista de Austria (Komunistische Partei Österreichs, KPÖ). Realizó reportajes de viajes por la Unión Soviética, Estados Unidos y China.
En los años de la década de 1920 vivió en el barrio de Schöneberg, Berlín. En la calle Hohenstaufenstraße 36, una placa conmemorativa recuerda al "reportero vertiginoso" ("rasender Reporter"), como se lo conocía también en Alemania. El 30 de enero de 1933 pasó a vivir en la calle Güntzelstraße 3, donde existe otra placa conmemorativa, entre los barrios berlineses Wilmersdorf y Schöneberg. En la noche del incendio del Reichstag (la noche del 27 al 28 de febrero de 1933) fue aprehendido en Berlín y llevado a la prisión de Spandau, y posteriormente deportado como ciudadano checoslovaco. En 1937 y 1938 participó en la guerra civil española integrado en las Brigadas Internacionales, mandando por un tiempo el Batallón Masaryk de la 129.ª Brigada Internacional. En 1939 huyó a los Estados Unidos, y a finales de 1940 se exilió en México. En 1946, después de terminada la Segunda Guerra Mundial, regresó a Praga.

## Kisch, el ciudadano del mundo
En el caso de Egon Erwin Kisch está claro que clasificar en categorías es difícil y a veces absurdo. Kisch nació en el antiguo Imperio austrohúngaro, cuando ni Checoslovaquia ni mucho menos la República Checa habían sido fundadas. Fue un ciudadano de Praga que escribía y hablaba alemán y que dominaba el checo también. Miembro de la Asociación Estudiantil de Esgrima. "La Bohemia" era un periódico alemán en Praga. En tierras controversialmente adjudicadas a Checoslovaquia tras la Primera Guerra Mundial, vivían importantes comunidades de alemanes étnicos (cristianos) desde hacía siglos, además de los judíos de habla alemana, y Praga se jactaba de hablar el "alemán más hermoso", puesto que "los pragueses solo maldicen en checo". Kisch vivió en Austria, Checoslovaquia, Alemania, Francia, España, Estados Unidos y México, y en todos lados se sintió en casa, aunque no ocultaba su nostalgia por Praga.
Kisch es reconocido ahora como el más importante periodista europeo y de habla alemana[cita requerida], así como el pragués Franz Kafka es reconocido como uno de los escritores de habla alemana más importantes del siglo XX. Kisch es honrado en Alemania, Austria y la República Checa, así como es festejado y reconocido mundialmente por la comunidad judía. En tiempo de la posguerra de la Segunda Guerra Mundial tuvo problemas en Praga con la comunidad comunista cosmopolita y con la comunidad judía. En su ciudad natal se remarcaba que Kisch era un pragués alemán, además de un judío alemán, pero el mismo se nombraba "ciudadano del mundo". En 1938 junto con Friedrich Torberg resumió las contradicciones del exilio: "sabes, a mí no me puede suceder realmente nada. Soy alemán. Soy checo. Soy un judío. Provengo de buena familia. Soy comunista. Soy miembro de una asociación estudiantil. De todo eso, algo siempre me ayuda." ("Weißt Du, mir kann eigentlich nichts passieren. Ich bin ein Deutscher. Ich bin ein Tscheche. Ich bin ein Jud. Ich bin aus gutem Hause. Ich bin Kommunist. Ich bin Corpsbursch. Etwas davon hilft mir immer.").

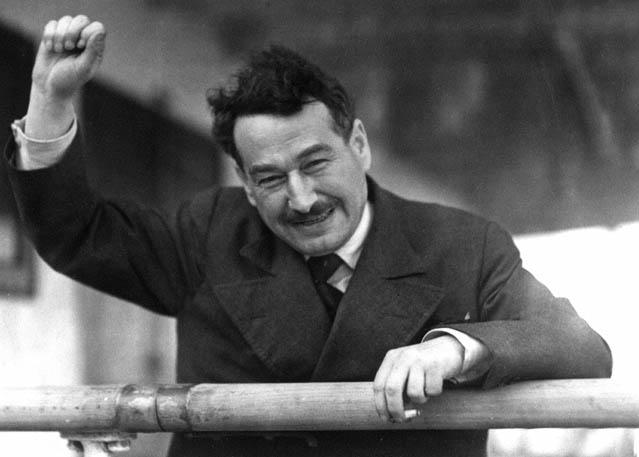
Egon Erwin Kisch en Melbourne, durante su viaje a Australia en 1934.

Anualmente la República Federal de Alemania, en el aniversario de su nacimiento, otorga el Premio Egon Erwin Kisch al mejor trabajo periodístico, así como por una literatura comprometida.

## Obras
El compendio de sus obras en ediciones individuales fueron publicadas en 1993 por la editorial Aufbau-Verlag, 
ISBN 3-351-01986-6.
- Zyankali gegen den Generalstab
- Prager Kinder. Haase: Prag, Wien, Leipzig 1913
- Der Mädchenhirt. Erich Reiss Verlag: Berlín 1914
- Die Abenteuer in Prag. Verlag Ed. Strache: Wien, Prag, Leipzig 1920
- Die gestohlene Stadt. Erich Reiss Verlag: Berlín 1922 Lustspiel
- Klassischer Journalismus. Rudolf Kaemerer Verlag: Berlín 1923

### Reportajes
- Aus Prager Gassen und Nächten. 1912; Aufbau-Verlag 1994, ISBN 3-7466-5056-9 (De calles y noches de Praga, Barcelona, Minúscula, 2009, traducido por Rosa Pilar Franco)
- Der rasende Reporter. Berlín 1924; Aufbau-Verlag 2001, ISBN 3-7466-5051-8
- Der Fall des Generalstabschefs Redl. Berlín 1924
- Hetzjagd durch die Zeit. Berlín 1926; Aufbau-Verlag 1994, ISBN 3-7466-5055-0
- Zaren, Popen, Bolschewiken. Berlín 1927; Aufbau-Verlag 1992, ISBN 3-7466-0148-7
- Marktplatz der Sensationen. Mexiko-City 1942; Aufbau-Verlag 2002, ISBN 3-7466-5058-5
- Wilde Musikantenbörse 1925

### Reportajes de viaje
- Kriminalistisches Reisebuch. Berlín 1927
- Wagnisse in aller Welt. Berlín 1927
- Paradies Amerika. Berlín 1930, Aufbau-Verlag 1951 (El paraíso norteamericano, Madrid, Cenit, 1931, traducido por Luis López-Ballesteros y de Torres)
- Käsebier und Fridericus Rex, Aus dem Prager Pitaval. 1931
- Asien gründlich verändert. Berlín 1933
- Eintritt verboten. París 1934
- Geschichten aus sieben Ghettos. Ámsterdam 1934
- Abenteuer in fünf Kontinenten. París 1936
- Landung in Australien. Ámsterdam 1937
- Soldaten am Meeresstrand. Barcelona/Madrid 1938
- Die drei Kühe. Madrid 1938
- Entdeckungen in Mexiko. Mexiko 1945 (Descubrimientos en México, México, Grijalbo, 1959, traducido por Wenceslao Roces)

### Textos autobiográficos, diario
- Soldat im Prager Korps. Prag 1922 (conocido con el título Schreib das auf, Kisch! ¡apúntalo Kisch!)

### Textos políticos
- Sieben Jahre Justizskandal Max Hoelz. Mopr Verlag Berlin 1928
- Über die Hintergründe des Reichstagsbrandes. 1934
- Unkastrierte Untermenschen. Die neue Weldbühne 48 1936
- Karl Marx in Karlsbad. Berlín 1949 letzte Arbeit kurz vor seinem Tod 1948 entstanden